# Запис дуд у центру (Исаково)
Запис дуд у центру (Исаково) се налази на парцели чији је власник Општина Ћуприја.

## Локација
| Општина             | Ћуприја                                                                     |
| Катастарска општина | Исаково                                                                     |
| Потес               | Село                                                                        |
| Координате          | 44° 01′ 30″ С; 21° 22′ 54″ И / 44.024900000000002° С; 21.381699999999999° И |
| Надморска висина    | 0m                                                                          |

## Карактеристике
Дендрометријске вредности утврђене на терену и сателитским снимцима:
| Стабло                     | Дуд |
| Висина стабла              | m   |
| Обим дебла                 | m   |
| Пречник крошње             | 8m  |
| Пречник дебла              | m   |
| Висина дебла до прве гране | m   |

## База записа
Запис је у оквиру Викимедија пројекта "Запис - Свето дрво" заведен под редним бројем 0631.